# Fußball Innsbruck
Der Fußball Innsbruck, kurz FI, war ein österreichischer Fußballverein aus der Landeshauptstadt Innsbruck in Tirol und gilt als der älteste Fußballklub Westösterreichs.

## Geschichte

### Vorgeschichte
Bereits 1902 wurde der Fußball durch den Münchner Arthur Ringler – einem ehemaligen Spieler und Gründungsmitglied des FC Bayern München – in Innsbruck etabliert. Er fand Anschluss an den Innsbrucker Turnverein und warb intensiv für den Fußballsport. Schließlich gelang es ihm, weitere Mitstreiter zu gewinnen und mit Unterstützung des Wirtes vom "Tivoli" eine Wiese auf den Gründen der späteren Sillsportanlage für ihre Zwecke zu benützen. Im März 1903 wurde eine Versammlung im "Grauen Bären" abgehalten, auf der die Möglichkeit der Schaffung einer Fußballriege im Innsbrucker Turnverein (ITV), besprochen wurde. Die Bedingungen des Innsbrucker Turnverein wurden angenommen und noch im selben Monat wurde die Fußballriege des Innsbrucker Turnverein gegründet.
Der Stadtmagistrat erteilte die Bewilligung, den Ausstellungsplatz beim Messegelände im Saggen zu benutzen. Am 1. Juni 1903 fand das erste öffentliche Fußballwettspiel in Innsbruck statt. Im Rahmen des 3. Tiroler Gauturnfestes standen einander der Innsbrucker Turnverein und der Meraner TV gegenüber. Das Spiel endete mit einem 5:1-Erfolg der Innsbrucker. Mit diesem ersten Spiel erhielt der Fußballsport in Innsbruck mächtigen Auftrieb. Allerdings beschränkten sich die Spiele weiterhin auf interne Begegnungen. Gymnasium, Realschule, Handelsakademie und die Gewerbeschule spielten um die Vorherrschaft.
Zum ersten internationalen Spiel kam dann am 26. Juni 1904 die 2. Garnitur des FC Bayern München nach Innsbruck. Das Spiel fand anlässlich des 1. Stiftungsfestes der ITV-Fußballriege am Klosterkasernenhof statt. Der Innsbrucker Turnverein erreichte ein ehrenvolles 1:1-Remis.

### Gründung des Fußball Innsbruck
Immer mehr aber kam es zu internen Differenzen im Innsbrucker Turnverein. Zum einen war die finanzielle Belastung hoch, zum anderen gab es Bedenken seitens des Turnrates in völkischer Hinsicht. Arthur Ringler hatte Mühe die Spannungen im Innsbrucker Turnverein abzubauen. Die meisten Aktiven der Fußballriege des Innsbrucker Turnverein fühlten sich durch den Turnrat in der Freizügigkeit und Entwicklung stark gehemmt. Vorstand Anton Tschon berief deshalb für den 3. April 1905 zu einer Besprechung ein, um die Gründung eines selbständigen Fußballvereines zu erörtern. Schon eine Woche später fand im "Gasthof Bierwastl" die Gründungsversammlung statt. 18 Anwesende erklärten sich sofort bereit als aktive Spieler beizutreten. Am 22. Mai 1905 wurden von der k. k. – Statthalterei für Tirol und Vorarlberg die Vereinsstatuten zur Kenntnis genommen. Damit war die Gründung des „Fußball Innsbruck“ vollzogen.
Am 25. Juni 1905 fand das 2. internationale Spiel des Innsbrucker Turnverein gegen den MTV München von 1879 statt. Die Münchner siegten klar mit 9:2. Es war dies das letzte Spiel der Fußballriege des Innsbrucker Turnverein, die aufgrund der Abwanderungen vieler Spieler zum „Fußball Innsbruck“ arg geschwächt wurde. Die immer krasser auftretenden Gegensätze zwischen Turnen und Sport führten zur Auflösung der ITV-Fußballriege. Es war aber das große Verdienst des Innsbrucker Turnvereines, dem Fußballsport in Innsbruck eine Basis geschaffen zu haben.
Zum Eröffnungsspiel des „Fußball Innsbruck“ wurde die Mannschaft des MTV München eingeladen, jene Mannschaft, die die Fußballriege des Innsbrucker Turnverein mit 9:2 besiegt hatte. Das Spiel am 22. Oktober 1905 endete mit einem 5:0-Sieg der Gäste.
Die Jahre 1906 bis 1908 wurden vom Leutnant Philipp Nauß geprägt. Der Torhüter im ersten offiziellen Fußball-Länderspiel 1902 gegen Ungarn wurde nach Innsbruck versetzt, nachdem seine sportliche Tätigkeit in Wien von der k. u. k. Armee missbilligt wurde. Als begeisterter Fußballer schloss er sich auch in Innsbruck als Mitglied dem „Fußball Innsbruck“ an. Die sportliche Betätigung von Nauß auch in Innsbruck führte dazu, dass er in die Herzegowina versetzt wurde. Sein Nachfolger als Kapitän wurde der Böhmer Emil Mitter, der vor allem ein hervorragender Organisator war. Seiner Initiative war die erste Fußballmeisterschaft von Tirol und Vorarlberg zu danken.

Am 29. September 1909 stand nachstehender Aufruf in den Innsbrucker Nachrichten:

„Zur Hebung des Fußballsports in Tirol und Vorarlberg hat der „Fußball Innsbruck“ gemeinschaftlich mit dem FC Lustenau beschlossen, eine Meisterschaft von Tirol und Vorarlberg auszutragen.“

Am 24. Oktober 1909 kam es nach einer Tiroler Vorrunde gegen die B-Mannschaft des „Fußball Innsbruck“ und der Realschule zum Finalspiel zwischen dem „Fußball Innsbruck“ und dem FC Lustenau, das die Innsbrucker mit 3:2 für sich entschieden. Damit hatte der „Fußball Innsbruck“ die erste gemeinsame Meisterschaft gewonnen.

### Spaltung zum Tiroler Sportclub (TSC)
Bei der Generalversammlung am 22. Dezember 1909 übernahm Emil Mitter die Stelle des 1. Vorstandes. Anton Tschon legte das Amt zurück, da er seine ganze Kraft dem Schisport widmen wollte. Bei dieser Versammlung wurde auf Antrag von Emil Mitter diskutiert, sich zusammen mit dem Innsbrucker Eislaufverein zu einem allgemeinen Sportverein umzuwandeln.
Mitters Ziel war die Schaffung eines großen Vereines, in dem alle Sportarten vertreten sein sollten. Er berief dazu am 10. Mai 1910 Besprechung ein. Anwesend waren Vertreter folgende Sportarten: Fußball, Leicht- und Schwerathletik, Tennis, Land- und Eishockey, Schilauf, Bobfahren, Eislaufen und Radfahren. Es wurden danach Vorbereitungen für eine Gründungsversammlung getroffen. Der geplante Verein sollte den Namen Tiroler Sportklub (TSK), führen. Der „Fußball Innsbruck“ sollte als erste Sektion beitreten. Dies war in einer außerordentlichen Generalversammlung am 17. Februar 1910 bereits beschlossen worden.
Als das Proponenten-Komitee am 17. Juni 1910 im "Breinößl" zusammentrat, kam es wie schon bei einer Sitzung am 26. April 1910 zu einer Kontroverse. Viele Mitglieder des „Fußball Innsbruck“ wehrten sich gegen den Beitritt zum Tiroler Sportklub und somit zur Auflösung des eigenständigen Fußballvereines. Auch seitens der anderen anwesenden Vereine fand Mitter keine ausreichende Unterstützung, und so gründete er zunächst einen 2. Fußballverein, den Tiroler Sport-Club (TSC), und wendete sich von „Fußball Innsbruck“ ab. Da ein Teil der Mitglieder des „Fußball Innsbruck“ – die Mitter unterstützten – zum Tiroler Sport-Club abwanderte, traten Spannungen zwischen dem „Fußball Innsbruck“ und dem Tiroler Sport-Club auf.
Die Monopolstellung des „Fußball Innsbruck“ war durch den Tiroler Sport-Club gebrochen. Zunächst begann zwischen beiden Vereinen ein Kleinkrieg, der aber beiden Vereinen schadete. Schließlich söhnte man sich im Interesse des Fußballsports aus. So wurde auch ein Schiedsrichterkollegium gegründet. Für den 13. August 1910 wurde ein Freundschaftsspiel vereinbart, das der „Fußball Innsbruck“ mit 5:3 gewann. Seit dem 1. September waren beide Vereine Mitglied des Alpenländischen Fußballverbandes mit Sitz in Graz, und damit auch des Österreichischen Fußballverbandes (ÖFV). Ein weiteres Beispiel der Zusammenarbeit war die Veranstaltung von Spielen. Die erste Garnitur des FC Bayern München besiegte am 9. Oktober erst den „Fußball Innsbruck“ mit 7:1, danach den Tiroler Sport-Club mit 5:1.
Im Jahr 1911 war der „Fußball Innsbruck“ nicht sehr erfolgreich. Die Niederlage am 23. April gegen den Tiroler Sport-Club mit 2:3 schmerzte besonders. Am 10. Juni gelang mit 3:0 die Revanche. Am 2. Juli gastierte erstmals mit dem Wiener Sport-Club eine Wiener Mannschaft in Innsbruck, der gegen eine kombinierte Stadtauswahl (Fußball Innsbruck und Tiroler Sport-Club) antrat und mit 7:0 gewann.
In der Folge kam es immer wieder vor, dass Aktive des Tiroler Sport-Club beim „Fußball Innsbruck“ mitwirkten, ohne dazu berechtigt zu sein. Aufgrund von Problemen beim Tiroler Sport-Club kehrten nach und nach die Spieler wieder zu ihrem Stammverein zurück. Der Tiroler Sport-Club verweigerte die Freigabe. Als die Spieler weiterhin für den „Fußball Innsbruck“ antraten, wurde die Anzeige beim ÖFV erstattet. Der „Fußball Innsbruck“ verteidigte sich damit, dass sich die Spieler offiziell beim Tiroler Sport-Club abgemeldet hatten.
Bei der Generalversammlung am 14. Februar 1912 wurde die Vereinsleitung damit beauftragt, beim Österreichischen Fußballverband um die nachträgliche Zuerkennung des Meistertitels von Tirol und Vorarlberg vorstellig zu werden. Die Erfolge gegen den Tiroler Sport-Club, den FC Lustenau, SC Meran und verschiedene bayrische Mannschaften sollten das Ansuchen begründen. Diesem Antrag konnte der ÖFV aber aus verständlichen Gründen nicht folgen.
Das Jahr 1913 brachte neben einer regen sportlichen Tätigkeit auch des Auftreten zahlreicher selbständiger Jungmannschaften. Ein Problem war für die Vereinsleitung, die über 70 Aktiven in den Sportbetrieb einzubauen. Zahlreiche interne Spiele wurden angesetzt um alle Mitglieder zum Spieleinsatz kommen zu lassen. Wilten, die Innere Stadt, Hötting und Pradl traten gegeneinander an. Es wurde damit zwar die Spielfreude der Mitglieder befriedigt, doch wuchsen damit auch die Ausgaben, da die meisten dieser Spiele ohne Eintritt abgewickelt wurden. Die Erträgnisse der ersten Mannschaft waren aber nicht so hoch, dass der Betrieb von 5 bis 8 Mannschaften bestritten werden konnte.
1914 hatte der Fußballsport in Innsbruck immer mehr Zulauf gefunden. Die Jungmannschaften wie Kriketer, Punktum, Premiere, Olympia und FC Rapid hatten aber nur eine sehr unstabile Basis. An den beiden letzten Junitagen 1914 gastierte die Jugend des FC Bayern München in Innsbruck. Zwei Spiele gegen die Jungmannschaft des „Fußball Innsbruck“ endeten mit 2:2 und 3:3. Während des ersten Spieles traf die Nachricht vom Attentat in Sarajevo ein. Mit Ausbruch des Ersten Weltkrieges stellte der „Fußball Innsbruck“ nach und nach seine Tätigkeit ein. Mitte Juli 1914 zählte der „Fußball Innsbruck“ 104 aktive Mitglieder, die ausnahmslos einzurücken hatten.

### Umbenennung in Sportverein Innsbruck (SVI)
Nach Kriegsende kam es zur Wiederaufnahme des Spielbetriebes. Am 28. Februar 1919 wurde eine Generalversammlung abgehalten, auf der die Namensänderung – nachdem eine Leichtathletiksektion beschlossen wurde – auf Sportverein Innsbruck (SVI) erfolgte. Der Weg, den Emil Mitter 1910 vorgab, wurde nun mit 9-jähriger Verspätung doch eingeschlagen.